# Viva Belgrado
Viva Belgrado ist eine spanische Post-Rock-/Post-Hardcore-Band aus Córdoba, die 2011 gegründet wurde.

## Geschichte
Viva Belgrado besteht seit ihrer Gründung im Jahr 2011 aus dem Sänger und Gitarristen Cándido Gálvez, dem zweiten Gitarristen Pedro Ruíz, dem Bassisten Ángel Madueño und dem Schlagzeuger Álvaro Moreno.
Im Jahr 2012 veröffentlichte die Band ihre erste Demo, woraufhin ein Jahr später die EP El Invierno folgte. Beide wurden noch im Jahr 2013 mit Bonustiteln neu aufgelegt und durch das japanische Label Tokyo Jupiter Records veröffentlicht. Das 2014 veröffentlichte Debütalbum Flores, Carne, das inzwischen in zweiter Auflage auf CD und in dritter Auflage auf Schallplatte über acht Plattenfirmen weltweit vertrieben wird, verkaufte sich mehr als 1,200 mal weltweit. Im Jahr 2016 erfolgte die Veröffentlichung des zweiten Studioalbums Ulises über Aloud Music und Walking Is Still Honest Records. Im Januar 2024 erschien mit Cancionero de los Cielos das vierte Studioalbum der Gruppe, knapp vier Jahre nach ihrem letzten Werk Bellavista, welches im Jahr 2020 veröffentlicht wurde. Mit dem Album gelang der Gruppe ihre erste Chartnotierung in den heimischen Albumcharts.
Seit ihrer Gründung im Jahr 2011 spielte die Gruppe weltweit 120 Konzerte. So spielte Viva Belgrado in Japan, im Vereinigten Königreich sowie mehrfach in Europa. Darunter befinden sich Auftritte auf dem Primavera Sound Festival in Barcelona und dem Resurrection Fest in Viveiro.

## Stil
Viva Belgrado vermischen in ihrer Musik Elemente des Post-Rock mit Screamo, wobei die Musik in den Post-Rock-Passagen an Gruppen wie Envy, Explosions in the Sky, Raein und Moving Mountains erinnern. Die Texte der Band sind allesamt auf Spanisch verfasst. Die Musiker bezeichnen sich als feministisch, antifaschistisch, sind Vegetarier und unterstützen die LGBT-Szene, allerdings verarbeitet die Band in ihren Liedern keine politischen Inhalte, sondern greifen auf metaphorischer und poetischer Weise emotionale Thematiken auf. So verarbeiten die Musiker auf ihrem Debütalbum Flores, Carne die Bewältigung von Verlusten, den Schmerz den dieser Prozess verursacht und wie man daraus positive Energien schöpfen kann. Die Band arbeitet mit dem im Punk üblichen DIY-Prinzip.

## Diskografie
- 2012: Demo 2012 (Demo)
- 2013: El Invierno (EP, Eigenproduktion)
- 2013: Viva Belgrado: El Invierno + Demo 2012 (Kompilation)
- 2014: Flores, Carne (Album, Eigenproduktion)
- 2016: Ulises (Album, Aloud Music / Walking Is Still Honest Records)
- 2020: Bellavista (Album, Aloud Music / Walking Is Still Honest Records)
- 2024: Cancionero de lo Cielos (Album, Fueled by Salmorejo)